# Сисиний
Сисиний (на латински: Sisinnius PP.) е римски папа само за три седмици през 708 г. - от 15 януари 708 г. до 4 февруари 708 г.
Погребан е в базиликата Св. Петър.